# Microscapha isensis
Microscapha isensis is een keversoort uit de familie zwamspartelkevers (Melandryidae). De wetenschappelijke naam van de soort werd in 1987 gepubliceerd door Sasaji.